# Pietroșani, Prahova
Pietroșani este un sat în comuna Puchenii Mari din județul Prahova, Muntenia, România.
La sfârșitul secolului al XIX-lea, satul Pietroșani forma o comună care avea 847 de locuitori, o școală mixtă cu 63 de elevi și o biserică construită în 1760 și reparată în 1865. Comuna a fost desființată în secolul al XX-lea, fiind inclusă în comuna Puchenii Mari. 